# Dale Husemöller

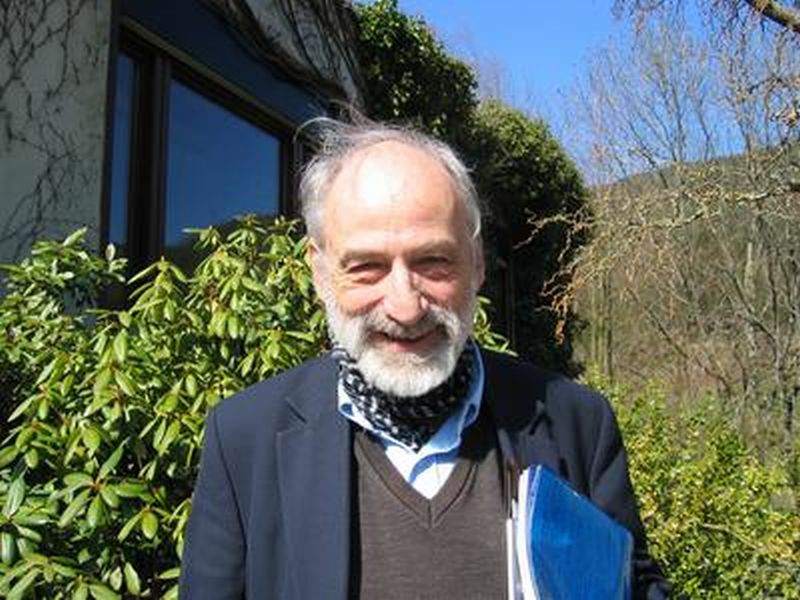
Dale Husemöller in Oberwolfach 2004

Dale Harper Husemöller, manchmal auch Husemoller geschrieben, (* 1933) ist ein US-amerikanischer Mathematiker, der insbesondere für einige Lehrbücher bekannt ist.
Husemoller wurde 1959 an der Harvard University bei Lars Ahlfors promoviert (Mappings, Automorphisms and Coverings of Riemann Surfaces). Er ist Professor am Haverford College. Er war unter anderem Gastwissenschaftler und Gastprofessor am Tata Institute of Fundamental Research, an der Universität Bonn und dem Max-Planck-Institut für Mathematik in Bonn, der Universität Heidelberg, dem IHES und der ETH Zürich.
Husemoller forschte in der algebraischen Topologie und homologischen Algebra. Bekannt ist er unter anderem für seine Lehrbücher über Faserbündel und Elliptische Kurven.

## Schriften
- Fibre Bundles, McGraw Hill 1966, 3. Auflage, Springer 1993, ISBN 0387940871
- mit John Milnor: Symmetric Bilinear Forms, Springer 1973
- Elliptic Curves, Springer 1987, 2. Auflage 2004, ISBN 1441930256 (Anhänge von Ruth Lawrence, Stefan Theisen, Otto Forster)
- Basic bundle theory and K-cohomology invariants, Springer, Lecturenotes in Physics, 2008 (mit Beiträgen von Siegfried Echterhoff)
- Cyclic Homology, Tata Lectures 1991